# A szamuráj (film, 1967)
A szamuráj (eredeti címe Le Samouraï), 1967-ban bemutatott francia–olasz filmdráma, bűnügyi thrillerfilm, minimalista eszközökkel, Jean-Pierre Melville rendezésében, Alain Delon, François Périer és Nathalie Delon főszereplésével. A történet főhőse egy érzéketlen, pszichopata bérgyilkos, aki egyetlen pillanatnyi érzelmi megingás következtében a rendőrség és saját felbujtóinak kereszttüzébe jut, bosszút áll, majd látványos öngyilkosságot szervez magának.

## Cselekmény
A filmet nyitó mottó: „Nincs mélységesebb magány, mint a szamurájé, hacsak nem a tigrisé a dzsungelben.”, egy fiktív idézet a japán Busidóból, a szamuráj-erkölcs szabálykönyvéből.
Jef Costello, hivatásos bérgyilkos, egy sivár és színtelen, jóformán üres szobában lakik magányosan. Egyetlen társa a kalickában élő, monoton ütemben füttyögető kismadár. A kezdő képeken Costello az ágyon fekszik, dohányzik, a füstfelhőt bámulja kifejezéstelen arccal. Órájára néz, felkel, mint egy automata, kabátot vesz, kalapját a szemébe húzza, elmegy. Az utcán rutinosan felnyit egy leparkolt Citroën DS-t, beül, zsebéből drótkarikára fűzött álkulcs-füzért húz elő. Sorban egymás után, sietség nélkül belepróbálja a kulcsokat a gyújtásba, rövidesen indít és elhajt az autóval. Egy távoli, néptelen külvárosi utcán begurul egy garázsba, ahol szófukar cinkosa egyetlen szó nélkül lecseréli az autó rendszámát, hamis papírokat és revolvert ad Costellónak, aki (ugyancsak szó nélkül) kifizeti őt és elhajt.
A gyilkosságra készülő Costello, szokásához híven, előre, igen gondosan többszörös hamis alibit épít fel magának. Először szeretőjéhez, Jane Lagrange-hoz, az „úri szajhához” megy, aki saját lakásán fogadja válogatott, gazdag vendégeit, illegális prostitúciót űzve. Ő fogja igazolni Costallo alibijét, de csak hajnali kettőig tudja, mert akkor fizető vendéget vár. A hátralévő időt egy kártyabarlangban Costello cinkosai fogják igazolni. Az alibik megszervezése után Costello egy éjszakai klubba megy, fehér kesztyűt húz, az irodában agyonlövi a tulajdonost. Az ajtón kilépve Valérie-be, a zongoristalányba ütközik, aki hang nélkül félreáll a gyilkos útjából. Costello szó nélkül elsiet. A fehér kesztyűt és a gyilkos fegyvert a Szajnába dobja. Elmegy Jane lakóházához, a lépcsőházban kivárja, amíg az időpontra várt fizető vendég, Wiener megérkezik, és elsiet mellette, hogy a férfi lássa őt, mintha Jane-től távozna. Ezután a kártyabarlangba megy, és leül játszani.
A bár személyzete és vendégei közül sokan látták a gyilkost, de személyleírásuk szegényes (magas férfi, felhajtott gallérú ballonkabát, széles karimájú kalap). A rendőrség általános razziát rendel el. Az utcáról, bárokból nagyszámú gyanús férfit behoznak szembesítésre, köztük Costellót is, a kártyabarlangból. Bár a szemtanúk vallomásai bizonytalanok, és egymásnak ellentmondók, a tapasztalt rendőrfelügyelő gyanúja hamarosan Costellóra összpontosul. Valérie, aki szemtől szemben állt a gyilkossal, azt vallja, nem őt látta. A rendőrfelügyelő előállítja Jane-t is, de a lány kitart a megbeszélt hamis vallomás mellett. Azzal sem hagyja magát kizökkenteni, hogy a felügyelő céloz rá: Costello valószínűleg megcsalja őt Valérie-vel, a szép zongoristalánnyal. Wiener is emlékszik, hogy Costello szembejött vele a lépcsőházban. A felügyelő kénytelen szabadon engedni Costellót, de elrendeli a követését.
A rendőrségi kihallgatás miatt a megbízók bizalma megrendül Costellóban, és meg akarnak szabadulni tőle. A megbeszélt pénzátadás helyszínén a megbízó embere megpróbálja lelőni Costellót, de ő kivédi a támadást, és bal karján megsebesülve elmenekül. A megbízók tudják, hogy Costello profi, nem hagy nyomokat, a rendőrség tehát még sokáig fog nyomozni őutána és megbízója után is. Veszélyesnek ítélik és ki akarják iktatni. Éjszaka Costello visszatér a gyilkosság színhelyére bárba. Kifejezéstelen, merev arccal bámulja Valérie-t. Bár többen felismerik, nem mernek szólni. Amikor Valérie hazaindul, Costello hazaviteti magát vele. Elmondja, hogy pénzért gyilkolt, de őt is meg akarták ülni, ezért bosszút akar állni. Abból, hogy Valérie a rendőrségen „nem ismerte fel” őt, Costello arra következtet, hogy a megbízó a szeretője lehet. A lányt elbűvöli a merev tekintetű, kifejezéstelen arcú gyilkos, és segítséget ígér neki.
A rendőrség kinyomozza, hogy Costello megsebesült. „Poloskát” telepítenek a lakásába. A felügyelő több embert ráállít, hogy kövessék, de Costello lerázza őket és észrevétlenül visszajut a lakásába. A madár zavart viselkedéséből rájön, hogy valaki járt ott. Megtalálja és kiiktatja a lehallgató szerkezetet. Telefonfülkéből felhívja Valérie-t, de a lány nem veszi fel a telefont. Hazatérve rajtaüt a megbízó embere. Egyezkedik Costellóval: Kifizet minden hátralékot, és új gyilkosságra ad megbízást, ennek magas vérdíját ott helyben készpénzben előre odaadja Costellónak. (A kijelölt áldozat neve nem hangzik el.) A bérgyilkos a vérdíjat elteszi, de az ügynökből kiveri a megbízó nevét, aztán gúzsba kötve otthagyja. Elköszön a madarától és elmegy.
A rendőrség figyeli Costello lakását. Mihelyt kilép, tucatnyi rendőr követi, de Costello lemegy a párizsi metróba, és az állomások labirintusában lerázza összes követőjét. Az utcára visszatérve a szokásos módon elköt egy Citroen DS-t, elhajt a távoli garázsba, ahol cinkosa a rutin eljárással kicseréli a rendszámot, hamis papírokat és fegyvert ad neki, cserébe pénzt kap. Egyetlen szokatlan mozzanat történik: a szerelő azzal köszön el a mereven bámuló Costellótól, hogy „Jef, ez volt az utolsó eset”.
Costello elmegy Valérie lakására, ott találja a megbízóját, Rey urat, és agyonlövi. Visszamegy az első gyilkosság színhelyére, nem törődve azzal, hogy a rendőrség követi. Eddigi látogatásaitól eltérően most ráérősen mozog, kalapját beteszi a ruhatárba, a cédulát viszont nem teszi el. A vendégek és a személyzet szeme láttára fehér kesztyűt húz és kifejezéstelen arccal fegyvert fog Valérie-re, mondván: „Megfizettek, hogy megöljelek”. A berontó rendőrök agyonlövik Costellót. Fegyverében nem találnak töltényt. Rejtély marad, hogy a megbízóját meggyilkoló magányos „szamuráj” tudatosan ölette-e meg magát?

## Szereposztás
| Szerep                       | Színész            | Magyar hangja (1. szinkron) |
| ---------------------------- | ------------------ | --------------------------- |
| Jef Costello                 | Alain Delon        | Vándorfi László             |
| Főfelügyelő                  | François Périer    | Fülöp Zsigmond              |
| Jane Lagrange, Jef szeretője | Nathalie Delon     | Gór Nagy Mária              |
| Valérie, zongoristalány      | Cathy Rosier       | Hernádi Judit               |
| Wiener, Jane „vevője”        | Michel Boisrond    | Ács János                   |
| Olivier Rey, a megbízó       | Jean-Pierre Posier | N/A                         |
| Szerelő a garázsban          | André Salgues      | N/A                         |

- További magyar hangok: Antal László, Huszár László, Izsóf Vilmos, Koroknay Géza, Szabó Ottó.

## Érdekességek
- Costello füttyögető kismadara a kalickában: egy süvöltő (Pyrrhula pyrrhula).
- Jef Costello szeretőjét Alain Delon akkori felesége, Nathalie Delon játssza. A forgatás idején a házasság már szétesőben volt. A Jane-től valú búcsú jelenetében felfedezhető egyetlen szeretetteljes pillantás, ami elüt Costello mindvégig apatikus, kifejezéstelen tekintetétől. A forgatáson jelenlévők ezt a valós, végső elválás gesztusaként értékelték. Melville későbbi visszaemlékezése szerint a jelenet leforgatása utáni estén a házaspár útjai elváltak.[3]
- Costello cinkosát, a garázsban dolgozó autószerelőt az akkor már halálos beteg André Salgues alakította, aki röviddel a forgatás után elhunyt. Az egész filmben egyszer szólal meg: „Idefigyelj Jef, ez volt az utolsó eset.”[3]

## További információ
- A szamuráj a PORT.hu-n (magyarul)
- A szamuráj az Internetes Szinkronadatbázisban (magyarul)
- A szamuráj az Internet Movie Database-ben (angolul)
- A szamuráj a Rotten Tomatoeson (angolul)
- A szamuráj a Box Office Mojón (angolul)
- Le Samouraï (1967) (francia nyelven). AlloCiné.fr
- Le Samouraï / The Samurai (1967) (angol nyelven). British Film Institute (BFI.org.uk). (Hozzáférés: 2023. október 18.)
- Der eiskalte Engel (1967) (német nyelven). Filmdienst.de